# 단간론파 희망의 학교와 절망의 고교생
《단간론파 희망의 학교와 절망의 고교생》(일본어: ダンガンロンパ 希望の学園と絶望の高校生)은 2010년 11월 25일 일본에서 발매된 플레이스테이션 포터블용 게임이다. 초고교급으로 칭해지는 뛰어난 능력을 갖춘 고교생들이 졸업하기 위해서는 동료를 죽여야 하는 규칙을 가진 고등학교에 갇혀 차례로 발생하는 살인사건을 학급재판으로 해결하는 추리작품이다.
2020년에는 모바일용 앱이 개발되었다.

## 용어
키보가미네 학원(希望ヶ峰学園)
각각의 분야에서 특출함을 자랑하는 초고교급의 학생들만을 모은 학교. 이 학교는 졸업하면 인생 성공이 틀림없이 확실해진다는 희망의 상징으로 여겨진다. 입학은 현역 고교생들을 대상으로 하며 이 학교에 입학하는 것 자체가 상당한 지위를 가진다는 뜻이 있기에 인터넷상의 정보 게시판에 누가 입학할지 및 입학생의 정보가 게시된다. 주인공이 입학한 후로는 감시 카메라와 철판에 덮인 창문, 출구가 봉쇄된 기괴한 장소가 된다.
졸업
봉쇄된 학교에서 나오기 위한 제도. 살인을 범해 질서를 어지럽힌 검정(クロ)이 자신의 범행을 들키지 않은 채로 학생들을 속여넘길 때만 학교로부터 탈출할 수 있다.
학급재판
살인이 발생하여 시체가 3명 이상의 인물에게 목격되면 규정 시간 후에 학급재판이 개최된다. 학급재판에서는 서로 의견을 의논하여 범인이 누군지 추리한 뒤 마지막에 검정을 지정하는 투표를 시행한다. 이 투표로 검정을 제대로 밝혀내면 검정은 처벌을 받게 되며 반대로 검정을 밝혀내지 못했을 땐 검정 이외의 학생들이 전원 처형되고, 검정은 졸업하여 학교를 벗어날 수 있게 된다.
인류 사상 최대 최악의 절망적 사건
세계를 멸망으로 몰고갔다는 1년 전에 발생한 사건. 자세한 것은 모두 불명이며 학원 내에 그 흔적 같은 것이 곳곳에 남아 있다.
얼터 에고(Alter Ego)
초고교급 프로그래머인 후지사키 치히로가 만들어낸 가상 인격 프로그램. 정보를 습득하여 지식을 늘려가는 특징 덕분에 실제의 인간에 가까운 언어 구사가 가능하다.

## 챕터별 피해자
1챕터- 마이조노 사야카
2챕터- 후지사키 치히로
3챕터- 이시마루 키요타카,야마다 히후미
4챕터- 오오가미 사쿠라
5챕터- 이쿠사바 무쿠로
6챕터- X

## 챕터별 검정
1챕터-쿠와타 레온
2챕터- 오오와다 몬도
3챕터- 셀레스티아 루덴베르크
4챕터- 오오가미 사쿠라(자살)
5챕터- 나에기 마코토
6챕터- 에노시마 준코

## 등장인물
- 나에기 마코토(일본어: 苗木誠)

성우 - 오가타 메구미
키 - 160cm
몸무게 - 55kg
가슴둘레 - 75cm
특기 - 초고교급 <행운>, <희망>
이 게임의 주인공. 희망봉 학원에 추첨으로 선택되어 입학한다. 희망봉 학원 입학 전의 실적이 전혀 없기에 정보 게시판에선 이름이 오르지 않았다. 다른 학생들과는 달리 특별하게 보여줄 만한 재능이 없는 평범한 고교생이며 초고교급의 행운이란 특기와는 달리 여러 복잡한 사건에 말려 들어가는 등 각종 고난을 겪는다. 영화나 음악 등 각 분야의 순위 1위를 차지하는 소위 유행을 타는 것들을 선호하는 기질이 있다.
- 마이조노 사야카(일본어: 舞園さやか)

성우 - 오오모토 마키코
키 - 165cm
몸무게 - 49kg
가슴둘레 - 83cm
특기 - 초고교급 <아이돌>
국민적 아이돌 그룹의 메인보컬. 청초하고 온화한 성격을 가지고 있는 미소녀이며 나에기 마코토의 중학교 시절 동창생이다. 자신이 열심히 노력하여 손에 넣은 것들을 잃는 것을 무서워하고 있다. 학생 중에서 유일하게 안면이 있는 나에기를 신뢰하여 그의 조수를 자처하기도 하며 나에기가 최초로 신뢰하게 된 학생이기도 하다. 나에기가 생각하고 있는 것을 감으로 맞출 정도로 눈치가 아주 빠르고, 이에 놀라 그것을 어떻게 알았냐고 묻는 나에기에게 자신은 '에스퍼니까'라고 말하지만 진위는 불명이다.
- 키리기리 쿄코(일본어: 霧切響子)

성우 - 히카사 요코
키 - 167cm
몸무게 - 48kg
가슴둘레 - 82cm
특기 - 초고교급 <???>, <탐정>
나에기 마코토처럼 정보 게시판에 이름이 거론되지 않은 인물 중 한 명. 어딘가 알 수 없는 느낌과 신비한 분위기를 지닌 미소녀. 쿨한 성격이며 감정을 잘 드러내지 않는다. 작중 초반에는 기억상실의 영향으로 재능을 기억하지 못하다가 챕터 5에서 초고교급 탐정임이 드러난다. 학급재판 중엔 당황하지 않고 항상 냉정한 태도를 유지하면서 나에기에게 힌트를 주는 역할을 맡고 있다. 추리 및 조사 능력이 뛰어나 그 누구보다 빨리 사건의 진상에 다다르기도 하며, 나에기를 굉장히 신뢰하고 있어 그에게 중요한 일을 떠맡기고는 한다. 손에 장갑을 끼고 벗지 않는 모습을 보여주는데, 그 이유는 손에 심한 불에 의한 흉터가 있기 때문이다.
- 토가미 뱌쿠야(일본어: 十神白夜)

성우 - 이시다 아키라
키 - 185cm
몸무게 - 80kg
가슴둘레 - 81cm
특기 - 초고교급 <상속자>
거대재벌 토가미 재단의 상속자이며 어릴 적부터 제왕학을 배운 완벽한 엘리트. 철저한 개인주의자로 타인보다는 자신 위주의 사고방식을 가졌다. 희망봉 학원에서 벌어지는 살인에 대해서는 자신은 절대 살해당하지 않을 것이라 여기고 있기에 게임이라고 생각하며 즐기고 있는 모습을 보인다. 도서실에 있는 대량의 기밀문서에 흥미를 느껴 시간이 날 때마다 그곳에 틀어박혀 있다. 비교적 사건의 중심에 가까운 곳까지 간파할 수 있는 추리력을 갖추었으나, 나에기나 키리기리의 수준까지에는 미치지 않기 때문에 모노쿠마에게 '주인공 같은 쩌리 캐릭터'라고 불리기도 했다.
- 쿠와타 레온(일본어: 桑田怜恩)

성우 - 사쿠라이 타카히로
키 - 175cm
몸무게 - 70kg
가슴둘레 - 80cm
특기 - 초고교급 <야구선수>
고교 야구 전국대회 우승팀의 에이스. 살짝 경박한 면이 있으며 전혀 노력하지 않았음에도 야구부의 에이스와 4번 타자 자리를 동시에 꿰찬 야구에 뛰어난 재능을 소유한 천재. 하지만 본인은 야구선수보단 뮤지션이 되는 것을 꿈꾸고 있다.
- 야마다 히후미(일본어: 山田一二三)

성우 - 야마구치 캇페이
키 - 170cm
몸무게 - 155kg
가슴둘레 - 150cm
특기 - 초고교급 <동인작가>
희망봉 학원에 입학하기 전의 학교에서 문화제 날에 자작 동인지 1만 부를 완매했다는 전설을 가졌다. 마니아 스러운 요소를 가진 전형적인 오타쿠. 본인 왈 여성은 이차원 한정으로만 좋아하며 삼차원의 여성에게는 일절 흥미가 없다고 한다. 좋아하는 것은 과자와 콜라. 특히 콜라를 위해서라면 살인도 불사할 것이라는 모습을 보인다. 상대방을 성과 이름을 모두 합쳐 풀네임으로 부르는 버릇이 있다. 피겨를 만드는 등 손재주가 아주 뛰어나다.
- 오오와다 몬도(일본어: 大和田紋土)

성우 - 나카이 카즈야
키 - 187cm
몸무게 - 82kg
가슴둘레 - 86cm
특기 - 초고교급 <폭주족>
관동을 평정한 거대 폭주족 크레이지 다이아몬드의 2대 총장. 난폭해 보이지만 사실은 의리있는 인물. 입이 거칠어 오해받는 일은 많으나 남자의 약속은 비록 자신이 불리하게 될지라도 꼭 지키겠다고 마음속으로 다짐하고 있다. 눈치채는 학생들은 적지만 성별에 따라 상대방을 부르는 호칭이 바뀐다.
- 후카와 토우코(일본어: 腐川冬子)

성우 - 사와시로 미유키
키 - 164cm
몸무게 - 49kg
가슴둘레 - 79cm
특기 - 초고교급 <문학소녀>
대히트 연애소설의 작가지만 겉모습과는 달리 부정적인 성격과 사고방식을 지녔다. 토가미 뱌쿠야에게 첫눈에 반한 뒤로는 그의 명령이라면 터무니없는 일이라도 반드시 실행에 옮기려고 한다. 순수 문학 외의 다른 문학은 인정하지 않으며, 라이트 노벨 같은 오타쿠 요소를 싫어하고 있기 때문에 야마다와 사이가 나쁘다. 피를 굉장히 무서워하여 피를 보면 기절해 버린다.
- 셀레스티아 루덴베르크(일본어: セレスティア・ルーデンベルク)

성우 - 시이나 헤키루
키 - 164cm
몸무게 - 48kg
가슴둘레 - 80cm
특기 - 초고교급 <겜블러>
고스로리 풍의 의상을 입은 소녀. 자신의 재능을 살려 마작이나 포커 같은 겜블에서 연전연승하였고 상대의 자산을 서로 빼앗는 킹 오브 라이어라는 대회에 참가해 우승했다는 등 어디선가 들어본 과거를 지녔다. 그녀와의 승부에 패배해 전 재산을 빼앗겨 인생 파탄한 갬블러도 다수 존재한다고 한다. 학원 탈출에 열의를 보이는 다른 학생들과는 달리 학원 생활에 순응하자고 하는 발언을 하기도 했다.
- 아사히나 아오이(일본어: 朝日奈葵)

성우 - 사이토 치와
키 - 160cm
몸무게 - 45kg
가슴둘레 - 88cm
특기 - 초고교급 <수영선수>
스포츠를 아주 좋아하며 여러 운동부를 겸임한다. 오오가미 사쿠라와는 친한 사이. 순진한 성격이며 야한 농담을 듣게 되면 제대로 받아치지 못하고 우왕좌왕한다. 그리고 매사에 깊게 생각하지 않는지라 다소 천연스러운 일면도 갖고 있으며 감정이 약간 격렬한 탓에 추리나 판단 같은 중요한 일에도 어긋나는 면이 있다. 좋아하는 것은 도넛이며 걱정이 있을 땐 도넛을 먹을 정도로 도넛을 굉장히 좋아한다.
- 이시마루 키요타카(일본어: 石丸清多夏)

성우 - 토리우미 코스케
키 - 176cm
몸무게 - 71kg
가슴둘레 - 79cm
특기 - 초고교급 <풍기위원>
규율을 무엇보다도 중시하는 성실한 성격의 고교생. 풍기위원답게 긴박한 상황에서도 학원 내의 규칙을 결정하거나 학생들 사이의 회의를 진행하는 등 반장과도 비슷한 역할을 하고 있다. 오오와다 몬도와는 처음엔 근성 문제로 티격태격하는 사이였으나 이윽고 사이가 좋아져 깊은 우정을 지닌 친구 사이가 된다.
- 오오가미 사쿠라(일본어: 大神さくら)

성우 - 쿠지라
키 - 199cm
몸무게 - 99kg
가슴둘레 - 130cm
특기 - 초고교급 <격투가>
근육질의 몸과 남성 같은 외관을 가졌지만 명실상부한 여고생이다. 하가쿠레로부터 오우거라고 불리고 있다. 무도가인 아버지의 영향으로 유모차를 타는 것보다도 먼저 싸움을 시작했다고 한다. 학생 중에선 제일 어른스럽고 성실하며 정직하다. 그리고 동료가 상처받는 일을 무엇보다도 싫어한다.
- 하가쿠레 야스히로(일본어: 葉隠康比呂)

성우 - 마츠카제 마사야
키 - 180cm
몸무게 - 75kg
가슴둘레 - 82cm
특기 - 초고교급 <점술가>
3년간 유급하였기에 학생 중에선 최연장자. 쿨한 성격인 체하고 있지만 실은 겁이 아주 많은 바보스러운 성격의 소유자이다. 싸구려 유리구슬을 매우 귀중한 수정구슬이라고 속아 넘어가 1억이라는 거금을 들여 사는 등 남들은 믿지도 않을만한 거짓말도 믿어 버린다. 오컬트는 믿지 않지만 우주인이 있다는 말은 믿고 있다.
- 에노시마 쥰코(일본어: 江ノ島盾子)

성우 - 토요구치 메구미
키 - 169cm
몸무게 - 48kg
가슴둘레 - 80cm
특기 - 초고교급 <갸루>
여성취향 패션 잡지의 유명 모델 전국적으로 일본 여고생들의 카리스마적인 존재라고 한다. 강직하고 담력이 큰 성격.
- 후지사키 치히로(일본어: 不二咲千尋)

성우 - 미야타 코우키
키 - 148cm
몸무게 - 43kg
가슴둘레 - 70cm
특기 - 초고교급 <프로그래머>
초등학생 정도로밖에 안 보이는 작은 체구와 얼굴을 지녔다. 굉장히 소심하고 무기력한 성격. 프로그래머로서 남들과는 다른 뛰어난 재능이 있으며 그 재능은 인간과 비교될만한 초고도의 인공지능을 제작할 수 있을 정도.
- 이쿠사바 무쿠로(일본어: 戦刃むくろ)

성우 - 토요구치 메구미
키 - 169cm
몸무게 - 49kg
가슴둘레 - 80cm
특기 - 초고교급 <군인>
정체불명의 16번째 고교생. 15명의 입학생들이 폐쇄 공간이 된 학원 안에 갇힌 뒤 첫 번째 학급재판이 개시된 후에도 모습을 드러내지 않았다. 초등학생때 국제 서바이벌 게임에서 우승한 적이 있고 어렸을 적 유럽에서 실종되어 펜릴이라는 용병부대에 들어가 활동하다가 다시 일본으로 돌아왔다고 한다. 그 정체는 에노시마 쥰코의 쌍둥이 언니이며 에노시마 쥰코로 변장해서 다른 학생들 사이에 섞여 있었다. 챕터 1에서 모노쿠마에게 살해 당한 쥰코의 정체.
- 모노쿠마(일본어: モノクマ)

성우 - 오오야마 노부요
자신을 희망봉 학원의 학원장이라고 자칭하는 움직이는 곰 인형. 마징가Z의 아수라 백작처럼 오른쪽의 몸이 반 정도 하얗고 왼쪽의 몸이 반 정도 검다. 학원을 감시하고 있으며 교칙을 어긴 학생이나 검정의 처벌을 담당하고 있다.
- 제노사이더 쇼(일본어: ジェノサイダー翔)-초고교급 살인마

일본 매스컴에서 화제가 된 연쇄살인마. 살인을 할 때 남기는 몇 가지 공통된 증거를 제외하곤 정체가 밝혀지지 않았다. 챕터 2에서 키보가미네 학원의 학생이자 초고교급의 문학소녀인 후카와 토우코의 또 다른 인격이었음이 밝혀진다.

## 검정 처형 (내용 추가바람)
쿠와타 레온(처형명:천본노크)-재판장에서 끌려가기 시작한 쿠와타 레온, 쿠와타 레온은 어떤 한봉에 잡혀 있으며,
기관총 비슷하게 생긴 기계가 움직인다.
야구공이 서서히 날라가기 시작하며,야구공을 날리는 기계는 옆으로 돌기 시작한다.
온몸을 맞은 레온은 결국 사망한다.
오오와다 몬도(처형명:모터사이클 데스 케이지)-오토바이에 묶인채로 구형 철장에 들어가게 된다. 오토바이는 점점 빨라지며 철장안을 빙빙 돌다가 안에 있던 오오와다 몬도가 버터로 변하여 사망하게 된다. 마지막에 모노쿠마가 버터로 변한 오오와다를 먹으며 끝난다.
버터를 보면서 행복해하는 모노쿠마가 압권이다.
세레스티아 루덴베르크(처형명:베르사이유식 화형/마녀재판)- 화형을 당하고있는 세레스티아.
기둥에 묶인채로 점점 고통스러워 하고있다.
그때, 불을 끄기위해 모노쿠마가 몰고 온 소방차에 의해 압사당한다.
오오가미 사쿠라(처형명:포크레인의 장인)-자살로 판명되면서 처형을 당하게 될 검정이 없게되자 그동안 나에기 일행이 숨기고 있던 인공지능 얼터에고가 대신 벌칙을 받게된다. 모노쿠마는 얼터에고가 나와있는 컴퓨터를 포크레인으로 부숴 공모양으로 만들어 버린다.
나에기 마코토(처형명:보충수업)-검정으로 몰려 처형이 시작됨.
책상에 앉아 있는 나에기와 수업하고있는 모노쿠마(이때 받는 수업이 성교육이다).뒤에는 커다란 프레스기가 작동하고 있다.책상이 움직이며 점점 프레스기에 가까워지는 나에기. 짓눌리려는 찰나 얼터에고가 심어둔 바이러스에 의해 프레스기가 작동하지 않게되고 나에기는 쓰레기장으로 떨어짐.

## 주제곡
再生 - rebuild -
보컬: 오가타 메구미

## 평가
| 통합 점수      | 통합 점수                 |
| 통합사         | 점수                      |
| -------------- | ------------------------- |
| 메타크리틱     | (PC) 82/100 (VITA) 80/100 |
| 평론 점수      |                           |
| 평론사         | 점수                      |
| 디스트럭토이드 | 8.5/10                    |
| EGM            | 9/10                      |
| 유로게이머     | (US)                      |
| 패미츠         | 36/40                     |
| 게임 인포머    | 8.5/10                    |
| 게임즈마스터   | 86%                       |
| 게임스팟       | 8/10                      |
| 게임스레이더+  | [ 10 ]                    |
| 자이언트 밤    | [ 11 ]                    |
| IGN            | 8.5/10                    |
| 플레이         | 85%                       |
| 폴리곤         | 8/10                      |
| 4Players       | 87%                       |
| Gaming Age     | A-                        |
| RPGFan         | 90%                       |
| Vandal         | 8.4/10                    |

| 수상          | 수상                                                                     |
| 평론사        | 수상                                                                     |
| ------------- | ------------------------------------------------------------------------ |
| GameFan       | Game of the Year, Best Sony Portable Exclusive Game, Best Adventure Game |
| Game Informer | Best Vita Exclusive, Best New Character (Monokuma)                       |
| RPGFan        | Best Story, Best Graphic Adventure                                       |